# Savarna thaleban
Savarna thaleban là một loài nhện trong họ Pholcidae. Loài này được phát hiện ở Thái Lan và là loài điển hình của chi Savarna.